# Đinh Quốc Thái
 Đinh Quốc Thái (sinh năm 1959) là một chính khách Việt Nam. Ông nguyên là Phó Bí thư Tỉnh ủy, Chủ tịch Ủy ban nhân dân tỉnh Đồng Nai khóa IX, nhiệm kỳ 2016–2021.
Ngày 19/10/2022 ông Thái trở thành bị can, bị khởi tố, bị bắt giam vì tội nhận hối lộ. Nó nằm trong quá trình mở rộng điều tra vụ án hình sự "vi phạm quy định về đấu thầu gây hậu quả nghiêm trọng" xảy ra tại Bệnh viện Đa khoa tỉnh Đồng Nai, Công ty cổ phần Tiến Bộ Quốc Tế (AIC) và các đơn vị liên quan. Là bị can, bị cáo trong vụ án tham nhũng, tiêu cực, nhận hối lộ khi mua sắm trang thiết bị y tế tại bệnh viện Đồng Nai.

## Lý lịch và học vấn
Đinh Quốc Thái sinh ngày 22 tháng 8 năm 1959, quê quán xã Tân Thạch, huyện Châu Thành, tỉnh Bến Tre;
Ngày chính thức vào Đảng Cộng sản Việt Nam: 22/12/1986
Trình độ chuyên môn, nghiệp vụ: Kỹ sư thiết bị điện; Cử nhân Xây dựng Đảng và chính quyền Nhà nước.
Lý luận chính trị: Cao cấp

## Sự nghiệp
Trước khi được bầu làm Chủ tịch Ủy ban nhân dân tỉnh Đồng Nai, Đinh Quốc Thái từng kinh qua các chức vụ: Phó Giám đốc Nhà máy Quốc doanh Điện cơ Đồng Nai; Giám đốc Nhà máy điện cơ Đồng Nai; Phó Giám đốc Sở Công nghiệp Đồng Nai; Phó Chủ tịch Ủy ban nhân dân TP Biên Hòa; Chủ tịch Ủy ban nhân dân TP Biên Hòa; Phó Chủ tịch Ủy ban nhân dân tỉnh Đồng Nai.
Ngày 10/6/2011, tại kỳ họp thứ nhất Hội đồng nhân dân tỉnh khóa VIII nhiệm kỳ 2011-2016, bầu Đinh Quốc Thái, Phó bí thư Tỉnh ủy, Phó Chủ tịch Ủy ban nhân dân tỉnh khóa VII giữ chức Chủ tịch Ủy ban nhân dân tỉnh.
Ngày 29/9/2015, Ban Chấp hành Đảng bộ tỉnh Đồng Nai khóa X đã tổ chức hội nghị lần thứ nhất bầu Đinh Quốc Thái tiếp tục giữ chức Phó Bí thư Tỉnh ủy Đồng Nai nhiệm kỳ 2015-2020.
Ngày 15/6/2016, tại kỳ họp thứ nhất Hội đồng nhân dân tỉnh Đồng Nai khóa IX, Đinh Quốc Thái, Phó Bí thư Tỉnh ủy, Chủ tịch Ủy ban nhân dân tỉnh khóa VIII tiếp tục được bầu làm Chủ tịch Ủy ban nhân dân tỉnh khóa IX, nhiệm kỳ 2016-2021.
Ngày 30/08/2019, tại kỳ họp thứ 11 (kỳ họp bất thường) của Hội đồng nhân dân tỉnh Đồng Nai khóa IX, các đại biểu đã thống nhất miễn nhiệm chức danh Chủ tịch UBND tỉnh Đồng Nai nhiệm kỳ 2016-2021 đối với ông để nghỉ hưu theo chế độ.

## Kỉ luật liên quan vụ bê bối của bà Phan Thị Mỹ Thanh
Ngày 20/4/2018, Thanh tra Chính phủ, trong kết luận thanh tra toàn diện dự án khu dân cư thương mại dịch vụ tại xã Phước Tân, TP Biên Hòa, Đồng Nai do Công ty TNHH Cường Hưng làm chủ đầu tư, cho là ông Đinh Quốc Thái, chủ tịch UBND tỉnh, phải chịu liên đới những sai phạm của cấp dưới là bà Phan Thị Mỹ Thanh, nguyên phó chủ tịch UBND tỉnh, thiếu sót trong quản lý nhà nước về việc thực hiện dự án của Công ty Cường Hưng.
Ngày 23 tháng 4 năm 2018, Ủy ban Kiểm tra Trung ương Đảng Cộng sản Việt Nam đã họp kỳ 24 và quyết định kỉ luật ông Đinh Quốc Thái với hình thức khiển trách do ông đã tự giác kiểm điểm và nhận hình thức kỉ luật (theo Quyết định số 741/QĐ/UBKTTW).
Cuối tháng 5 năm 2018, Thủ tướng Chính phủ Nguyễn Xuân Phúc ký quyết định kỉ luật Đinh Quốc Thái với hình thức khiển trách. Nhưng tội nhận hối lộ thì ông không nhận.

## Bê bối khác
Ngày 19/10/2022 ông cùng với ông Trần Đình Thành - cựu Bí thư Tỉnh ủy Đồng Nai tỉnh Đồng Nai bị Cơ quan Cảnh sát Điều tra - Bộ Công an (C03) bắt giam vì tội nhận hối lộ. Vụ việc nằm trong quá trình mở rộng điều tra vụ án hình sự "vi phạm quy định về đấu thầu gây hậu quả nghiêm trọng" xảy ra tại Bệnh viện Đa khoa tỉnh Đồng Nai, Công ty cổ phần Tiến Bộ Quốc Tế (AIC) và các đơn vị liên quan. Trong dự án Bệnh viện Đa khoa tỉnh Đồng Nai, bà Nguyễn Thị Thanh Nhàn, Công ty CP Tiến bộ Quốc tế (AIC Group), đã trực tiếp và chỉ đạo cấp dưới đưa hối lộ cho ông Thái 14,5 tỉ đồng. Việc đưa hối lộ của bà Nhàn diễn ra từ năm 2010 đến tận năm 2021. Ông Thái có tất cả 14 lần nhận hối lộ từ bà Nhàn và thuộc cấp, lần nhiều nhất là 2 tỉ đồng, lần ít 500 triệu đồng. Thậm chí cả lúc đã nghỉ hưu, đầu năm 2021 ông Thái vẫn được "lại quả" 500 triệu đồng.